# 에벨리나 플린타
에벨리나 플린타(폴란드어: Ewelina Agnieszka Flinta, 1979년 10월 24일 ~ )는 폴란드의 가수, 작사가이다.